# Yatağan
Pour les articles homonymes, voir Yatagan (homonymie).
Yatağan est une ville et un district de la province de Muğla dans la région égéenne en Turquie.